# 2849 Shklovskij
2849 Shklovskij је астероид главног астероидног појаса са пречником од приближно 15,1 .
Афел астероида је на удаљености од 2,591 астрономских јединица (АЈ) од Сунца, а перихел на 2,539 АЈ.
Ексцентрицитет орбите износи 0,009, инклинација (нагиб) орбите у односу на раван еклиптике 6,805 степени, а орбитални период износи 1500,955 дана (4,109 године).
Апсолутна магнитуда астероида је 12,7 а геометријски албедо 0,064.
Астероид је откривен 1. априла 1976. године.